# Wahlkreis Nr. 6 (Senat der Republik Polen, 2001–2011)
Der Wahlkreis Nr. 6 (polnisch Okręg wyborczy nr 6) war ein von 2001 bis 2011 bestehender Wahlkreis für die Wahl des Senats der Republik Polen und wurde auf Grundlage der Ordynacja wyborcza do Sejmu Rzeczypospolitej Polskiej i do Senatu Rzeczypospolitej Polskiej (Wahlordnung für den Sejm der Republik Polen und für den Senat der Republik Polen) vom 12. April 2001 (Dz.U. 2001 nr 46 poz. 499) errichtet. Die erste Wahl, die im Wahlkreis stattfand, war die Parlamentswahl am 23. September 2001.
Der Wahlkreis umfasste nach der Anlage Nr. 2 (Załącznik nr 2) der Ordynacja wyborcza do Sejmu Rzeczypospolitej Polskiej i do Senatu Rzeczypospolitej Polskiej in der letzten Bekanntmachung vom 30. Juni 2005 (Dz.U. 2005 nr 140 poz. 1173) die kreisfreie Stadt Lublin und die Powiate Janowski, Kraśnicki, Lubartowski, Lubelski, Łęczyński, Łukowski, Opolski, Puławski, Rycki und Świdnicki der Woiwodschaft Lublin (Województwo lubelskie).
Durch den Wechsel von Mehrpersonenwahlkreisen zu Einpersonenwahlkreisen wurde der Wahlkreis Nr. 6 im Jahr 2011 aufgelöst. Das Gebiet des Wahlkreises entspricht den Wahlkreisen Nr. 14, Nr. 15 und Nr. 16 seit 2011.
Der Sitz der Wahlkreiskommission war Lublin.

## Wahlkreisvertreter
| WP   | Wahl | Senator (Wahlkomitee) | Senator (Wahlkomitee)                                | Senator (Wahlkomitee) | Senator (Wahlkomitee)                                                | Senator (Wahlkomitee) | Senator (Wahlkomitee)                                                       |
| ---- | ---- | --------------------- | ---------------------------------------------------- | --------------------- | -------------------------------------------------------------------- | --------------------- | --------------------------------------------------------------------------- |
| V.   | 2001 |                       | Teresa Liszcz (KWW Blok Senat 2001)                  |                       | Krzysztof Szydłowski (KKW Sojusz Lewicy Demokratycznej – Unia Pracy) |                       | Kazimierz Józef Pawełek (KKW Sojusz Lewicy Demokratycznej – Unia Pracy)     |
| VI.  | 2005 |                       | Krzysztof Piotr Cugowski (KW Prawo i Sprawiedliwość) |                       | Roman Władysław Wierzbicki (KW Prawo i Sprawiedliwość)               |                       | Ryszard Janusz Bender (KW Liga Polskich Rodzin) (KW Prawo i Sprawiedliwość) |
| VII. | 2007 |                       | Grzegorz Czelej (KW Prawo i Sprawiedliwość)          |                       | Stanisław Gogacz (KW Prawo i Sprawiedliwość)                         |                       | Ryszard Janusz Bender (KW Liga Polskich Rodzin) (KW Prawo i Sprawiedliwość) |

## Wahlergebnisse

### Parlamentswahl 2001
Die Wahl fand am 23. September 2001 statt.
| #  | Kandidat | Kandidat                   | Wahlkomitee                                              | Stimmen | Prozent |
| -- | -------- | -------------------------- | -------------------------------------------------------- | ------- | ------- |
| 1  |          | Zbigniew Bagiński          | KW Konserwatywno-Liberalnej Partii Unia Polityki Realnej | 21.872  | 5,05 %  |
| 2  |          | Ryszard Janusz Bender      | KW Liga Polskich Rodzin                                  | 77.920  | 17,98 % |
| 3  |          | Jerzy Jacek Bojarski       | KWW GODNE ŻYCIE                                          | 31.588  | 7,29 %  |
| 4  |          | Tadeusz Grzegorz Borkowski | KWW Ruch w Obronie Praw Ludzi Pracy i Bezrobotnych       | 21.319  | 4,92 %  |
| 5  |          | Krzysztof Głuchowski       | KWW Krzysztofa Głuchowskiego                             | 19.305  | 4,46 %  |
| 6  |          | Stanisław Gogacz           | KWW Blok Senat 2001                                      | 61.525  | 14,20 % |
| 7  |          | Teresa Liszcz              | KWW Blok Senat 2001                                      | 104.892 | 24,21 % |
| 8  |          | Jan Łopata                 | KW Polskiego Stronnictwa Ludowego                        | 89.365  | 20,63 % |
| 9  |          | Kazimierz Józef Pawełek    | KKW Sojusz Lewicy Demokratycznej – Unia Pracy            | 99.638  | 23,00 % |
| 10 |          | Józef Pituch               | KWW Józefa Pitucha                                       | 19.819  | 4,57 %  |
| 11 |          | Jan Szczygielski           | KW Polskiego Stronnictwa Ludowego                        | 79.331  | 18,31 % |
| 12 |          | Krzysztof Szydłowski       | KKW Sojusz Lewicy Demokratycznej – Unia Pracy            | 104.545 | 24,13 % |
| 13 |          | Tadeusz Szymański          | KW Alternatywa Ruch Społeczny                            | 24.297  | 5,61 %  |
| 14 |          | Adam Wasilewski            | KWW Blok Senat 2001                                      | 39.353  | 9,08 %  |
| 15 |          | Piotr Włoch                | KKW Sojusz Lewicy Demokratycznej – Unia Pracy            | 93.710  | 21,63 % |
| 16 |          | Elżbieta Wójtowicz         | KW Polskiego Stronnictwa Ludowego                        | 96.981  | 22,38 % |

Wahlberechtigte: 935.378 – Wahlbeteiligung: 48,08 % – Quelle: Dz.U. 2001 nr 109 poz. 1187

### Parlamentswahl 2005
Die Wahl fand am 25. September 2005 statt.
| #  | Kandidat | Kandidat                           | Wahlkomitee                            | Stimmen | Prozent |
| -- | -------- | ---------------------------------- | -------------------------------------- | ------- | ------- |
| 1  |          | Ryszard Janusz Bender              | KW Liga Polskich Rodzin                | 89.813  | 22,64 % |
| 2  |          | Piotr Paweł Bisak                  | KW Samoobrona Rzeczpospolitej Polskiej | 54.210  | 13,66 % |
| 3  |          | Adam Borowicz                      | KW Sojusz Lewicy Demokratycznej        | 36.399  | 9,18 %  |
| 4  |          | Krzysztof Piotr Cugowski           | KW Prawo i Sprawiedliwość              | 118.440 | 29,86 % |
| 5  |          | Henryk Dzido                       | KW Samoobrona Rzeczpospolitej Polskiej | 57.958  | 14,61 % |
| 6  |          | Danuta Jabłońska                   | KWW–Ogólnopolska Koalicja Obywatelska  | 9.411   | 2,37 %  |
| 7  |          | Teresa Liszcz                      | KWW Teresy Liszcz                      | 54.640  | 13,77 % |
| 8  |          | Anna Krystyna Łobaczewska          | KW Liga Polskich Rodzin                | 57.326  | 14,45 % |
| 9  |          | Kazimierz Józef Pawełek            | KW Sojusz Lewicy Demokratycznej        | 34.902  | 8,80 %  |
| 10 |          | Paweł Pikula                       | KW Polskiego Stronnictwa Ludowego      | 48.112  | 12,13 % |
| 11 |          | Zdzisława Anna Piotrowska-Jasińska | KW Socjaldemokracji Polskiej           | 18.378  | 4,63 %  |
| 12 |          | Jan Sęk                            | KWW Jutro Polski dr Jana Sęka          | 11.968  | 3,02 %  |
| 13 |          | Edward Józef Szwed                 | KW Dom Ojczysty                        | 12.191  | 3,07 %  |
| 14 |          | Zygmunt Jerzy Szymański            | KWW Zygmunta Szymańskiego – Senat 2005 | 23.206  | 5,85 %  |
| 15 |          | Roman Władysław Wierzbicki         | KW Prawo i Sprawiedliwość              | 98.302  | 24,78 % |
| 16 |          | Zbigniew Czesław Wojciechowski     | KWW Zbigniewa Wojciechowskiego         | 35.304  | 8,90 %  |
| 17 |          | Elżbieta Wójtowicz                 | KW Polskiego Stronnictwa Ludowego      | 44.146  | 11,13 % |
| 18 |          | Włodzimierz Wysocki                | KW Platforma Obywatelska RP            | 63.392  | 15,98 % |
| 19 |          | Robert Ziemianek                   | KW Polskiej Partii Narodowej           | 8.893   | 2,24 %  |
| 20 |          | Jerzy Andrzej Żyżelewicz           | KW Sojusz Lewicy Demokratycznej        | 20.868  | 5,26 %  |

Wahlberechtigte: 958.935 – Wahlbeteiligung: 42,89 % – Quelle: Dz.U. 2005 nr 195 poz. 1627

### Parlamentswahl 2007
Die Wahl fand am 21. Oktober 2007 statt.
| #  | Kandidat | Kandidat                            | Wahlkomitee                            | Stimmen | Prozent |
| -- | -------- | ----------------------------------- | -------------------------------------- | ------- | ------- |
| 1  |          | Leszek Michał Barwiński             | KW Samoobrona Patriotyczna             | 24.856  | 4,96 %  |
| 2  |          | Konrad Jerzy Bednarski              | KW Narodowego Odrodzenia Polski        | 12.202  | 2,43 %  |
| 3  |          | Ryszard Janusz Bender               | KW Prawo i Sprawiedliwość              | 168.651 | 33,64 % |
| 4  |          | Grzegorz Czelej                     | KW Prawo i Sprawiedliwość              | 173.848 | 34,67 % |
| 5  |          | Jacek Andrzej Czerniak              | KKW Lewica i Demokraci SLD+SDPL+PD+UP  | 64.075  | 12,78 % |
| 6  |          | Leszek Kazimierz Daniewski          | KW Platforma Obywatelska RP            | 120.543 | 24,04 % |
| 7  |          | Stanisław Gogacz                    | KW Prawo i Sprawiedliwość              | 148.299 | 29,58 % |
| 8  |          | Dariusz Marek Jedlina               | KWW Dariusza Jedliny                   | 14.090  | 2,81 %  |
| 9  |          | Wiesław Andrzej Kamiński            | KW Platforma Obywatelska RP            | 110.817 | 22,10 % |
| 10 |          | Bożena Barbara Leszczyńska-Gorzelak | KW Platforma Obywatelska RP            | 104.653 | 20,87 % |
| 11 |          | Lucjan Orgasiński                   | KW Polskiego Stronnictwa Ludowego      | 68.643  | 13,69 % |
| 12 |          | Kazimierz Józef Pawełek             | KKW Lewica i Demokraci SLD+SDPL+PD+UP  | 57.393  | 11,45 % |
| 13 |          | Witold Andrzej Perka                | KW Polskiego Stronnictwa Ludowego      | 60.633  | 12,09 % |
| 14 |          | Bogusław Warchulski                 | KW Samoobrona Rzeczpospolitej Polskiej | 16.844  | 3,36 %  |

Wahlberechtigte: 964.553 – Wahlbeteiligung: 53,05 % – Quelle: Dz.U. 2007 nr 198 poz. 1439